# Rhipidia (Rhipidia) atomaria
Rhipidia (Rhipidia) atomaria is een tweevleugelige uit de familie steltmuggen (Limoniidae). De soort komt voor in het Afrotropisch gebied.